# Egenhausen
Egenhausen là một thị xã trong huyện Calw bang Baden-Württemberg thuộc nước Đức. Đô thị Egenhausen có diện tích 10,01 km², dân số thời điểm 31 tháng 12 năm 2020 là 2039 người.